# Baba Kama
Baba Kama (judéo-araméen : בבא קמא, Baḇa Ḳamma, « première porte ») est le premier traité de l’ordre Nezikin dans la Mishna et les Talmuds. Il constitue à l'origine la première partie du traité Nezikin consacré au droit civil rabbinique et couvre les différents aspects de la responsabilité délictuelle et des compensations.

## Objet du traité
Le traité élabore dans les six premiers chapitres sur les aspects généraux et ordonnances particulières de la responsabilité délictuelle sans intention criminelle, tels qu’ils sont décrits dans la section Mishpatim. La Torah compte quatre « catégories de dommages » (avot nezikin) nécessitant compensation pour les torts causés à autrui ou à ses avoirs : le bœuf (shor), le puits (bor, Exode 21:33-34), le mav'è et le feu (esh, Exode 22:5) ; les dommages causés par le bœuf sont eux-mêmes de trois types : la corne (keren, Exode 21:28-30 & 35-36), la dent et la patte (shen vareggel, Exode 22:4). La Torah établit également une distinction entre le bœuf « innocent » (tam) qui n’avait encorné ni homme ni bête auparavant, et le bœuf « prévenu » (mouad) dont le propriétaire a été mis au fait de la dangerosité (Exode 21:35-36) : dans le second cas, le propriétaire doit s’acquitter du remboursement de la totalité des dommages causés tandis que dans le premier, il n’est redevable que d’une moitié de cette somme.
Les quatre chapitres suivants traitent des dommages criminels, qu’il s’agisse de vol, de violence ou de cambriolage.

## Mishna

### Premier chapitre
La Mishna compte quatre avot nezikin : le bœuf, le puits, le mav'è et l’incendie. Chacun de ces nizkei mamon (dommages-intérêts) répond à une législation spécifique, tous ont en commun une tendance naturelle à nuire et doivent être par conséquent étroitement surveillés, sous peine de remboursement avec les meilleurs biens meubles. Selon l’interprétation de Shmouel, suivie par la plupart des commentateurs de la Mishna, outre le feu et le puits qui sont compris dans leur sens premier, le « bœuf » désigne le piétinement occasionné lors du passage de la bête (reggel), et le mav'è les dommages de la « dent » (shen), c’est-à-dire la consommation indue des denrées dans le champ du voisin.
Les remboursements doivent être effectués selon des modalités précises (devant un tribunal, en présence de témoins fiables) et en vertu de critères de lieux, nature du dommage, type de propriété lésée etc.